# Donald McGraw
Pour les articles homonymes, voir McGraw.
Donald McGraw est un peintre canadien. Né à Pokemouche, au Nouveau-Brunswick, en 1950, il y fonde sa propre galerie au début des années 1990.

## Œuvres et style
Donald McGraw naît le 31 août 1950 à Pokemouche, au Nouveau-Brunswick. Il s'intéresse à la peinture et au dessin dès son enfance et peint dès l'âge de 15 ans. Il étudie entre autres au Nova Scotia College of Arts and Crafts d'Halifax.
Donald McGraw a réalisé sept collections différentes avant 2011. Son œuvre s'inspire principalement de l'histoire. Il s'inscrit dans le réalisme.
Sa première collection, D'un clocher à l'autre, compte plus de cinquante tableaux illustrant diverses églises du diocèse de Bathurst; une trentaine sont exposées au Musée des Papes de Grande-Anse.
Sa collection Un instant...une vie, composée de onze tableaux, rend hommage à des travailleurs de la Péninsule acadienne et à des métiers méconnus. Elle est achetée en 1998 et exposée en permanence depuis ce temps au campus de Shippagan de l'Université de Moncton.
La nature l'inspire aussi et sa collection Au nom de la nature compte plus de 200 tableaux qui se retrouvent désormais dans plusieurs pays en Amérique du Nord et en Europe. Il a aussi réalisé quinze toiles animalières et de scènes marines, toutes acquises par le Réseau de la santé Vitalité.
Il se fait également portraitiste et sa collection Acadie vivante, représentant des personnalités acadiennes, a été achetée par Assomption Vie. Sa septième collection, Le Cercle des chefs, représente douze chefs de communautés autochtones. Le chef passamaquoddy Hugh Akahi la décrit comme le « plus beau traité d'amitié entre Acadiens et Amérindiens que nous n'avons jamais réussi à négocier avec les gouvernements » et l'artiste lui-même affirme que c'est sa plus grande œuvre, en ajoutant qu'il souhaite qu'elle devienne un « symbole de respect et d'amitié ». Le livre Le Grand esprit: un cercle de vie, d'Armand Roy, paraît sur le sujet en 2006 aux Éditions de la Francophonie. La collection est exposée à Richibouctou.
Il prévoit de faire une nouvelle collection à l'occasion du Congrès mondial acadien en 2009 mais déplore à ce moment que son nom n'est pas inscrit au programme; l'organisation soutient que le guide n'était pas assez long pour citer les artistes ne participant pas officiellement au congrès.

## Dans la culture
Donald McGraw et son œuvre sont mentionnés dans le recueil de poésie La terre tressée, de Claude Le Bouthillier.